# نساء
نساء سورهٔ چهارم قرآن با ۱۷۶ آیه و سوره‌ای مدنی است. سوره نسا از نظر ترتیب نزول، بعد از سورهٔ ممتحنه قرار دارد و سومین سورهٔ طولانی قرآن پس از بقره است. این سوره به دلیل بحث‌های فراوان آن در مورد احکام و حقوق زنان «نساء» نامگذاری شده‌است. بخشی از احکامی که در این سوره آمده‌است به این شرحند:
1. دستورهای نگهداری از یتیمان
2. قوانین ارث
3. قوانین ازدواج
4. قوانین مربوط به خانواده
5. حقوق و وظایف افراد جامعه در قبال یکدیگر
6. حکومت اسلامی

مباحث دیگری نیز در زمینهٔ دعوت به ایمان، بیان سرگذشت گذشتگان، معرفی دشمنان، و اهمیت هجرت در این سوره آمده‌اند. قبل از وارد شدن به تشریح حقوق و احکام، در ابتدای سوره ذکر شده که جوامع انسانی ازیک زن و مرد و سپس افزون شدن زنان و مردان تشکیل شده‌است و توصیه به شناختن وظایف انسان در جامعه و توجه به نزدیکترین انسان‌ها یعنی خویشاوندان می‌شود (واتقو الله الذی تسائلون به و الارحام). در بیان حقوق و احکام، اولین مورد، حقوق بی سرپرستان (یتیمان) است و دربارهٔ سوء استفاده از دارائی‌های آنان هشدار می‌دهد و آنرا گناهی بزرگ (حوباً کبیراً) می‌داند ولی در ادامه سوره، مدیریت اموال آن‌ها را تا سنی که رشد پیدا کردند و چگونگی برگردان اموال به آنها را شرح می‌دهد. این سوره از سوره‌هایی است که دارای بیشترین احکام اسلامی است.